# 31ª Divisione fanteria "Calabria"
La 31ª Divisione fanteria "Calabria" fu una grande unità di fanteria del Regio Esercito durante la seconda guerra mondiale. Dopo l'armistizio di Cassibile restò in vita come Divisione per la Sicurezza Interna "Calabria" dell'Esercito Cobelligerante Italiano.

## Storia

### La brigata Calabria
Le origini della divisione risalgono alla Brigata "Calabria", costituita il 16 aprile 1861 sul 59º e sul 60º Reggimento fanteria, sciolta nel 1871 insieme a tutte le brigate permanenti. Le brigate vengono ricostituite dieci anni dopo e reparti della Brigata "Calabria" vengono inviati nelle colonie d'Eritrea e di Libia. Viene impiegata estesamente durante la prima guerra mondiale.
Nel 1926, nell'ambito del riordino delle brigate su base ternaria, il Comando ed il 60º Reggimento vengono sciolti, mentre il 59º viene aggregato alla XXX Brigata di Fanteria. Nel settembre del 1934 il 59º Reggimento fanteria "Calabria" ed il 45º Reggimento fanteria "Reggio" confluiscono nella ricostituitia XXXI Brigata di fanteria, alle dipendenze del Comando Militare di Sassari-Divisione di fanteria "Caprera" (31ª).

### La seconda guerra mondiale
Nell'ambito del riordino del 1939, la brigata, anch'essa ridenominata Brigata di Fanteria Caprera (XXXI), viene soppressa, ponendo il 59º Reggimento fanteria "Calabria" ed il 60º Reggimento fanteria "Calabria", con il 40º Reggimento artiglieria "Calabria", alle dirette dipendenze del Comando della 31ª Divisione fanteria "Calabria".
La divisione viene assegnata all'Armata per la Difesa Territoriale di Ubaldo Soddu, inserita nella 27ª Zona Militare del Comando Difesa Territoriale di Cagliari. Schierata a difesa delle coste nord-occidentali della Sardegna, è stanziata a Sassari, Porto Torres, Alghero e Santa Teresa di Gallura e vi rimane anche dopo l'entrata in guerra. Nell'aprile del 1942 assume la responsabilità di tutto il Settore Nord dell'isola, fino all'armistizio dell'8 settembre 1943. Il giorno successivo si schiera a difesa di Sassari e dal 12 al 14 mette in atto azioni di disturbo a Martis ed a Trinità d'Agultu contro i tedeschi in via di evacuazione.

### Nel Regno del Sud
La Sardegna dopo l'8 settembre 1943 rimane sotto il controllo del Regno del Sud e la divisione entra a far parte dell'Esercito Cobelligerante Italiano, con compiti di difesa costiera ed ordine pubblico. 

### Divisione sicurezza interna
Il 25 settembre 1944 viene ridenominata in Divisione per la Sicurezza Interna "Calabria". L'organico viene rimodulato su due brigate di sicurezza interna (S.I.): la V Brigata S.I. ha in forza il 59º ed il 60º Reggimento fanteria "Calabria"; la VI Brigata S.I. viene formata con il 236º Reggimento fanteria "Piceno" della 152ª Divisione da occupazione e con il 40º Reggimento artiglieria "Calabria", privo di pezzi di artiglieria ed impiegato come unità di fanteria.
Nel maggio del 1945 cessa la sua attività e riassume brevemente la denominazione di Divisione di fanteria "Calabria".
Il 15 agosto 1946 viene sciolta e ricostituita all'interno dell'Esercito italiano, come Brigata di fanteria "Calabria", sciogliendo il 236º Reggimento e riducendo il 40º Reggimento artiglieria a gruppo misto. L'unità viene sciolta definitivamente il 1º febbraio 1948.

## Ordini di battaglia

### 1940-1942
- Comando della fanteria divisionale (Gen. B. Francesco Bruno dal 1º settembre 1941 sino al 19 aprile 1942)
- Comando della fanteria divisionale (Gen. B. Mario Nannei dal 1º maggio 1942 sino al 21 dicembre 1943)
- 59º Reggimento fanteria "Calabria"
- 60º Reggimento fanteria "Calabria"
- 177ª Legione CC.NN. d'assalto "Logudoro"
  - CLXXVII Battaglione CC.NN. "Logudoro"
  - CLXXVIII Battaglione CC.NN. "Gennargentu"
  - 171ª Compagnia mitraglieri
- 40º Reggimento artiglieria "Calabria"
  - I Gruppo
  - II Gruppo
  - III Gruppo
  - 331ª Batteria artiglieria contraerei da 20 mm
- XXXI Battaglione mortai da 81
  - 19ª Compagnia mortai
- 31ª Compagnia controcarro da 47/32 Mod. 1935
- 13ª Compagnia genio artieri
- 31ª Compagnia mista telegrafisti/marconisti
- 50ª Sezione sanità
  - 131º Ospedale da campo
  - 229º Ospedale da campo
  - 230º Ospedale da campo
  - 231º Ospedale da campo
- 31ª Sezione sussistenza
- 31ª Autosezione
- 48ª Sezione panettieri
- 91ª Sezione CC.RR.
- 92ª Sezione CC.RR.

### 1942-1943
- Comando della fanteria divisionale (Gen. B. Mario Nannei dal 1º maggio 1942 - Gen. B. Giovanni Casula dal 10 maggio 1943)
- 59º Reggimento fanteria "Calabria"
- 60º Reggimento fanteria "Calabria"
- 177ª Legione CC.NN. d'assalto "Logudoro"
  - CLXXVII Battaglione CC.NN. "Logudoro"
  - CLXXVIII Battaglione CC.NN. "Gennargentu"
  - 171ª Compagnia mitraglieri
- 40º Reggimento artiglieria "Caprera"
  - I Gruppo
  - II Gruppo
  - III Gruppo
- XXXI Battaglione mortai da 81
- XVIII Battaglione carri M
- 195ª Compagnia mortai da 81
- VII Battaglione mitraglieri
- 31ª Compagnia mista telegrafisti/marconisti

### 1944-1946
- V Brigata Sicurezza Interna
  - 59º Reggimento fanteria "Calabria"
  - 60º Reggimento fanteria "Calabria"
- VI Brigata Sicurezza Interna
  - 236º Reggimento fanteria "Piceno"
  - 40º Reggimento artiglieria "Calabria"
- XXXI Battaglione misto genio
- servizi divisionali[3]

## Comandanti
- Divisione fanteria ordinaria
  - Gen. D. Giovanni Vecchi (1º luglio 1937 - 9 giugno 1940)
  - Gen. B. Carlo Petra di Caccuri (interinale 10 giugno - 14 ottobre 1940)
  - Gen. D. Gian Giacomo Castagna (15 ottobre 1940 - 14 luglio 1943)
  - Gen. B. Giovanni Casula (15 luglio - 24 novembre 1944)
- Divisione di sicurezza interna
  - Gen. B. Mario Nannei (interim)
  - Gen. D. Giovanni Casula
  - Gen. B. Arduino Garelli